# Anja Snellman
Anja Snellman, z domu Kauranen (ur. 23 maja 1954 w Helsinkach) – fińska pisarka, poetka, scenarzystka, felietonistka, dziennikarka. Autorka ponad 20 powieści, przełożonych na 20 języków. Odznaczona Orderem Lwa Finlandii.

## Życiorys
Dorastała w dzielnicy Kallio w Helsinkach. Uczęszczała do Szkoły Podstawowej im. Aleksisa Kivi, średnie wykształcenie uzyskała w Alppilan Yhteislyseo. Ćwiczyła balet klasyczny, taniec współczesny, łyżwiarstwo figurowe, sprint i pływanie. Od 17 roku życia praktykuje jogę i stosuje dietę wegetariańską. Studiowała na Uniwersytecie Helsińskim, który ukończyła w 1977 w stopniu Bachelor of Arts, a w 2017 uzyskała w nim tytuł Master of Arts.
W 2015 ukończyła czteroletni program psychoterapii w Helsinki Brief Therapy Institute. Obecnie uczestniczy w dwuletnim programie Federacji Rodzin Finlandii (Family Federation of Finland), specjalizującym się w terapii seksualnej. Studiowała także scenopisarstwo w Los Angeles. W latach 2008−2012 była gospodarzem popularnego programu telewizyjnego w MTV3 „Good Morning Finland”. Od jesieni 2010 prowadzi swój własny talk show w SuomiTV „Anja Snellman – Saanko esitellä?”.
Za swoją wszechstronną działalność w 2007 została odznaczona Orderem Lwa Finlandii.

## Życie prywatne
Ma dwie córki ze swojego pierwszego małżeństwa z dziennikarzem Saską Saarikoskim-Snellmanem (1988–2005). Od 2007 jest żoną Jukki Ormy, popularnego w Finlandii gitarzysty.

## Twórczość

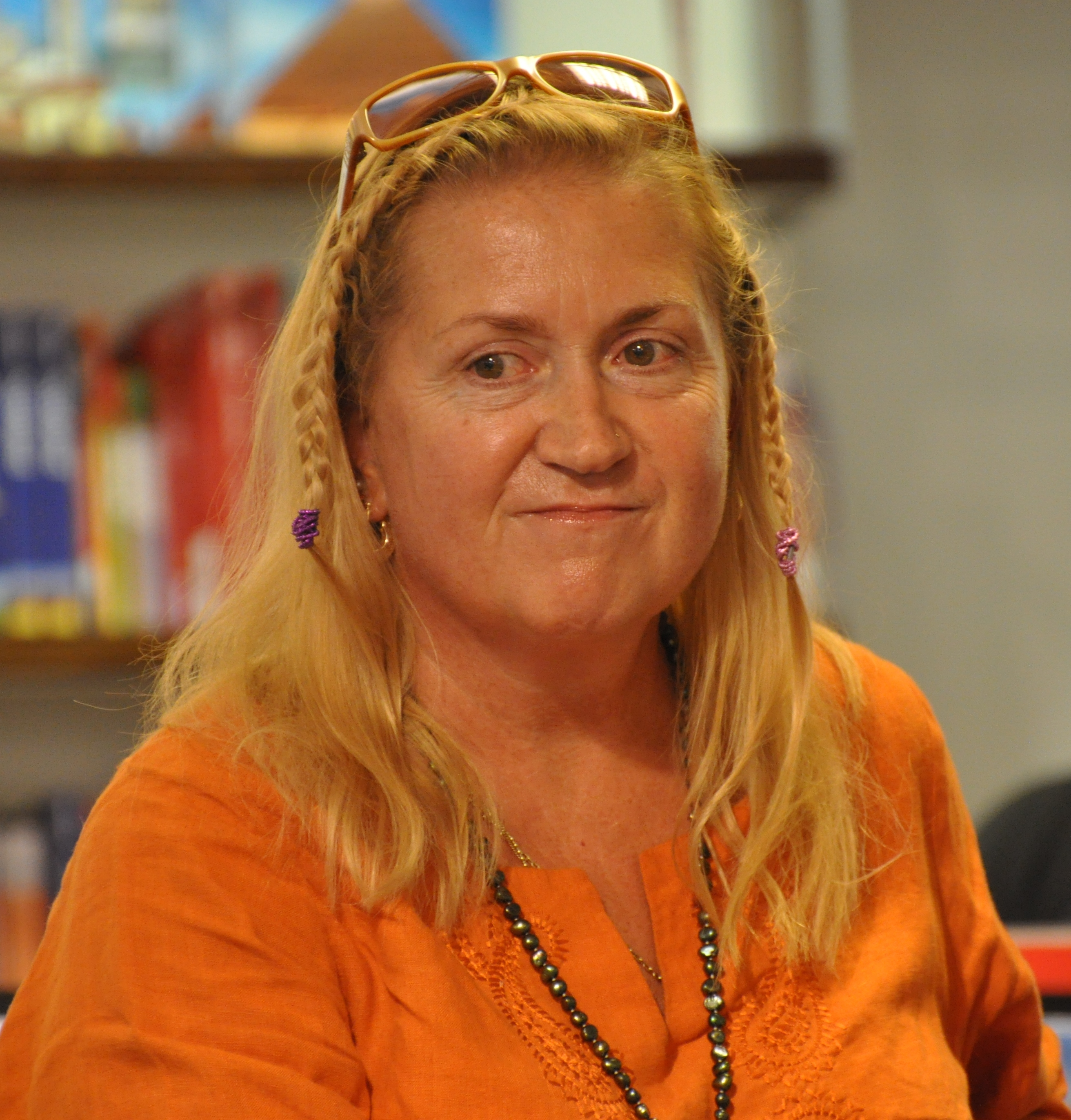
Anja Snellman, Turku 2010

Przygodę z literaturą rozpoczęła na studiach, publikując w latach 70. artykuły w czasopismach studenckich. Pierwszą powieść „Sonja O. kävi täällä” opublikowała w roku 1981. Odniosła duży sukces i do tej pory zalicza się do jednej z najlepiej sprzedających się debiutów w Finlandii. Otrzymała za nią J. H. Erkko Award, jako najlepszy debiut literacki w 1981.
Od tamtego czasu wydała ponad dwadzieścia książek, nawiązujących głównie do problemów trawiących fińskie społeczeństwo. Powieści obejmują tematy społeczne i polityczne, a także z zakresu psychologii i socjologii. Pisała o równości i stawaniu się kobietą, byciu uchodźcą, rozwarstwieniu społecznym, opiece nad osobami starszymi, chorobach psychicznych, macierzyństwie, prostytucji i handlu seksualnym, niepełnosprawności, czy cieniach mediów społecznościowych. Podteksty społeczne przejawiają się również w jej pracach poetyckich, będących eksperymentami z językiem i formą.
Cechą charakterystyczną literatury Snellman jest płynne łączenie historii z utopią, Wschodu z Zachodem, fikcji z dokumentem, treści osobistych z uniwersalnymi. Interesuje ją seksualność kobiety, relacja matki z córką, miłość i śmierć, wyobcowanie pokoleń, tajemnice, „życiowe kłamstwa”, sytuacje marginalne i skrajne, wobec których staje czasem człowiek wbrew woli.
W 2007 napisała swoją pierwszą powieść kryminalną „Lemmikkikaupan tytöt”. Na podstawie dwóch powieści powstały filmy: (Geografie strachu i Syysprinssi) w reżyserii Alli Haapasalo. Przy obu Snellman współpracowała jako scenarzysta.
W Polsce ukazały się dwie powieści: „Dziewczynki ze Świata Maskotek” (Lemmikkikaupan tytöt) i „Bogowie na balkonie” (Parvekejumalat).

## Sprawowane funkcje
- członek zarządu Związku Fińskich Pisarzy (Union of Finnish Writers) (1993–1996)[1]
- wiceprzewodnicząca Krajowej Rady ds. Literatury (National Council for Literature) (1994–1997)[1]
- członek Fińskiej Komisji Narodowej ds. UNESCO (Finnish National Commission for UNESCO) (1994–1998)[1]
- przewodnicząca komitetu programowego Helsińskich Targów Książki (Helsinki Book Fair) (2003–2006)[1]
- dyrektor artystyczny Festiwalu Literatury Vaasa (Vaasa Literature Festival) (2008–2011)[1]
- członek zarządu Stowarzyszenia Absolwentów Uniwersytetu Helsińskiego (University of Helsinki, Alumni Association) (2011–2016)[1]

## Nagrody i wyróżnienia
- J. H. Erkko Award dla najlepszej powieści debiutanckiej, 1981[4]
- Thanks for the Book Award, 1994[4]
- Lyyti Award za promocję równości płci, 2000[4]
- Helsinki Cultural Woman of the Year, 2004[4]
- Pro Finlandia Medal of the Order of the Lion of Finland, 2007[4]
- City of Helsinki Medal, 2008[4]

## Twórczość

### Powieści
- Sonja O. kävi täällä (1981)
- Tushka (1983)
- Kultasuu (1985)
- Pimeää vain meidän silmillemme (1987)
- Kiinalainen kesä (1989)
- Kaipauksen ja energian lapset (1991)
- Ihon aika (1993)
- Pelon maantiede (1995)
- Syysprinssi (1996)
- Arabian Lauri (1997)
- Side (1998)
- Paratiisin kartta (1999)
- Aura (2000)
- Safari Club (2001)
- Äiti ja koira (2002)
- Lyhytsiipiset (2003)
- Rakkauden maanosat (2005)
- Lemmikkikaupan tytöt (2007), Dziewczynki ze Świata Maskotek (2011)
- Harry H (2007)
- Parvekejumalat (2010), Bogowie na balkonie (2013)
- Ivana B (2012)
- Pääoma (2013)
- Runoksia (2014)
- Antautuminen (2015)
- Lähestyminen (2016)

### Poezja
- Saa kirjoittaa (2004)
- Öisin olemme samanlaisia (2011)

### Scenariusze filmowe
- Suuri illusioni (1985)
- Rotta kotona (1987)

## Ekranizacje
- Pelon maantiede, Geografie strachu (2000), reż. Alli Haapasalo
- Syysprinssi (2016), reż. Alli Haapasalo